# أمين أباد (فيروزآباد)
أمين أباد (بالفارسية: امین‌آباد) هي قرية تقع في قسم أحمد آباد الريفي في إيران. يقدر عدد سكانها بـ 466 نسمة .